# 陵东街道
陵东街道，是中华人民共和国辽宁省沈阳市皇姑区下辖的一个乡镇级行政单位。

## 行政区划
陵东街道下辖以下地区：
金山社区、东窑社区、西窑社区、富丽阳光社区、上岗子社区、城建北尚社区、未来社区、富裕社区、嘉麟社区、崇东社区、新铁社区、柳条湖社区和展望社区。